# NAVO-codenaam
NAVO-codenamen zijn codenamen die de NAVO tijdens de Koude Oorlog hanteerde voor onderzeeboten, oorlogs- en verkeersvliegtuigen en geleide projectielen van het Warschaupact, de Sovjet-Unie en China. Ze werden ingevoerd om de taalproblemen tussen de verschillende NAVO-partners zo veel mogelijk te overbruggen. De echte naam van een nieuw tuig werd immers vaak pas na lange tijd achterhaald, maar ondertussen dienden de troepen wel een manier te hebben om ernaar te verwijzen. Een speciaal comité, het ASCC (Air Standardization Coordinating Committee) was verantwoordelijk voor de toewijzing van deze codenamen.
Bij het toewijzen van de namen werd gebruikgemaakt van een systeem: de eerste letter verwees naar de rol van het toestel (B voor bommenwerper, F voor jachtvliegtuig – van het Engelse Fighter – enz.). Propellervliegtuigen kregen namen met één lettergreep en straalvliegtuigen een naam met twee lettergrepen.
Alleen voertuigen die al in gebruik waren tijdens de Sovjetperiode, hebben een NAVO-codenaam, aan nieuw ontworpen voertuigen worden ze niet meer toegewezen.

## Vliegtuigen

### Bommenwerpers (B)
- Backfin: Toepolev Tu-98
- Backfire: Toepolev Tu-22M
- Badger: Toepolev Tu-16
- Bank: North-American B-25
- Barge: Toepolev Tu-85
- Bark: Iljoesjin Il-2
- Bat: Toepolev Tu-2
- Beagle: Iljoesjin Il-28
- Bear: Toepolev Tu-95
- Beast: Iljoesjin Il-10
- Bison: Mjasisjtsjev M-4
- Blackjack: Toepolev Tu-160
- Blinder: Toepolev Tu-22
- Bob: Iljoesjin Il-4
- Boot: Toepolev Tu-91
- Bosun: Toepolev Tu-14
- Bounder: Mjasisjtsjev M-50
- Box: Douglas A-20
- Brassard: Jakovlev Jak-28
- Brawny: Iljoesjin Il-40
- Brewer: Jakovlev Jak-28
- Buck: Petljakov Pe-2
- Bull: Toepolev Tu-4
- Butcher: Toepolev Tu-82

### Jagers (F, Fighters)
- Faceplate: Mikojan-Goerevitsj Ye-2A
- Fagot: Mikojan-Goerevitsj MiG-15
- Faithless: Mikojan-Goerevitsj Ye-231
- Fang: Lavotsjkin La-11
- Fantail: Lavotsjkin La-15
- Fantan: Nanchang Q-5
- Fargo: Mikojan-Goerevitsj MiG-9
- Farmer: Mikojan-Goerevitsj MiG-19 / Shenyang J-6
- Feather: Jakovlev Jak-15 / Jakovlev Jak-17
- Fencer: Soechoj Soe-24
- Fiddler: Toepolev Tu-28
- Fin: Lavotsjkin La-7
- Finback: Shenyang J-8
- Firebar: Jakovlev Jak-28
- Firkin: Soechoj Soe-47
- Fishbed: Mikojan-Goerevitsj MiG-21 / Chengdu J-7
- Fishpot: Soechoj Soe-9 / Soe-11
- Fitter: Soechoj Soe-7 / Soe-17 / Soe-20 / Soe-22
- Flagon: Soechoj Soe-15
- Flipper: Mikojan-Goerevitsj Ye-150
- Flanker: Soechoj Soe-27 / Soe-30 / Soe-33 / Soe-35
- Super Flanker: Soechoj Soe-37
- Flashlight: Jakovlev Jak-25
- Flatpack: Mikojan-Goerevitsj MiG-35
- Flogger: Mikojan-Goerevitsj MiG-23
- Flora: Jakovlev Jak-23
- Forger: Jakovlev Jak-38
- Foxbat: Mikojan-Goerevitsj MiG-25
- Foxhound: Mikojan-Goerevitsj MiG-31
- Frank: Jakovlev Jak-9
- Fred: Bell P-63
- Freehand: Jakovlev Jak-36
- Freestyle: Jakovlev Jak-41
- Fresco: Mikojan-Goerevitsj MiG-17
- Fritz: Lavotsjkin La-9
- Frogfoot: Soechoj Soe-25
- Fulcrum: Mikojan-Goerevitsj MiG-29 / MiG-33 / MiG-35
- Fullback: Soechoj Soe-32

### Helikopters (H)
- Halo: Mil Mi-26
- Hare: Mil Mi-1
- Harke: Mil Mi-10
- Harp: Kamov Ka-20
- Hat: Kamov Ka-10
- Havoc: Mil Mi-28
- Haze: Mil Mi-14
- Helix: Kamov Ka-27
- Hen: Kamov Ka-15
- Hermit: Mil Mi-34
- Hind: Mil Mi-24
- Hip: Mil Mi-8
- Hog: Kamov Ka-18
- Hokum: Kamov Ka-50
- Homer: Mil Mi-12
- Hoodlum: Kamov Ka-26
- Hook: Mil Mi-6
- Hoop: Kamov Ka-22
- Hoplite: Mil Mi-2
- Hormone: Kamov Ka-25
- Horse: Jakovlev Jak-24
- Hound: Mil Mi-4

### Transportvliegtuigen (C, Cargo)
- Cab: Lisunov Li-2
- Camber: Iljoesjin Il-86
- Camel: Tupolev Tu-104
- Camp: Antonov An-8
- Candid: Iljoesjin Il-76
- Careless: Tupolev Tu-154
- Cart: Tupolev Tu-70
- Cash: Antonov An-28
- Cat: Antonov An-10
- Charger: Tupolev Tu-144
- Clam: Iljoesjin Il-18 (1946)
- Clank: Antonov An-30
- Classic: Iljoesjin Il-62
- Cleat: Tupolev Tu-114
- Cline: Antonov An-32
- Clobber: Jakovlev Jak-42
- Clod: Antonov An-14
- Coach: Iljoesjin Il-12
- Coaler: Antonov An-72 / An-74
- Cock: Antonov An-22
- Codling: Jakovlev Jak-40
- Coke: Antonov An-24
- Colt: Antonov An-2
- Condor: Antonov An-124
- Cooker: Tupolev Tu-110
- Cookpot: Tupolev Tu-124
- Coot: Iljoesjin Il-18
- Cork: Jakovlev Jak-16
- Cossack: Antonov An-225
- Crate: Iljoesjin Il-14
- Creek: Jakovlev Jak-12
- Crib: Jakovlev Jak-8
- Crow: Jakovlev Jak-12
- Crusty: Tupolev Tu-134
- Cub: Antonov An-12
- Cuff: Beriev Be-30 / Beriev Be-32
- Curl: Antonov An-26

### Overig (M, Miscellaneous)
- Madcap: Antonov An-74
- Madge: Beriev Be-6
- Maestro: Jakovlev Jak-25
- Magnet: Jakovlev Jak-17
- Magnum: Jakovlev Jak-30
- Maiden: Soechoj Su-9
- Mail: Beriev Be-12
- Mainstay: Beriev A-50
- Mallow: Beriev Be-10
- Mandrake: Jakovlev Jak-25RV
- Mangrove: Jakovlev Jak-28
- Mantis: Jakovlev Jak-32
- Mare: Jakovlev Jak-14
- Mark: Jakovlev Jak-7
- Mascot: Iljoesjin Il-28
- Max: Jakovlev Jak-18
- Maxdome: Iljoesjin Il-80
- May: Iljoesjin Il-38
- Maya: Aero L-29
- Mermaid: Beriev Be-40
- Midas: Iljoesjin Il-78
- Midget: Mikojan-Goerevitsj MiG-15 Tweezits trainerversie
- Mink: Jakovlev UT-2
- Mist: Tsybin Ts-25
- Mole: Beriev Be-8
- Mongol: Mikojan-Goerevitsj MiG-21 Tweezits trainerversie
- Moose: Jakovlev Jak-11
- Mop: PBY Catalina
- Moss: Tupolev Tu-126
- Mote: Beriev MBR-2
- Moujik: Soechoj Soe-7
- Mug: Beriev Be-4
- Mule: Polikarpov Po-2
- Mystic: Mjasisjtsjev M-17/M-55

## Geleide projectielen

### Lucht-luchtprojectielen (A, Air - Air)
- AA-1 Alkali: Kaliningrad K-5
- AA-2 Atoll: Vympel K-13
- AA-3 Anab: Kaliningrad K-8
- AA-4 Awl: Raduga K-9
- AA-5 Ash: Bisnovat R-4
- AA-6 Acrid: Bisnovat R-40
- AA-7 Apex: Vympel R-23
- AA-8 Aphid: Molniya R-60
- AA-9 Amos: Vympel R-33
- AA-10 Alamo: Vympel R-27
- AA-11 Archer: Vympel R-73
- AA-12 Adder: Vympel R-77
- AA-X-13 Arrow: Vympel R-37

### Lucht-grondprojectielen (AS, Air Surface, K)
Tussen haakjes de Sovjetaanduiding
- AS-1 Kennel (KS-1 Kometa)
- AS-2 Kipper (K-10S Yen)
- AS-3 Kangaroo (H-20)
- AS-4 Kitchen (H-22 Boerja)
- AS-5 Kelt (H-11/KSR-2)
- AS-6 Kingfish (H-26/KSR-5)
- AS-7 Kerry (H-66, H-23 Grom)
- AS-8 (9M114V Sjtoerm-V)
- AS-9 Kyle (H-28)
- AS-10 Karen (H-25)
- AS-11 Kilter (H-58 Izdeliye)
- AS-12 Kegler (H-25MP, H-27PS)
- AS-13 Kingbolt (H-59 Ovod)
- AS-14 Kedge (H-29)
- AS-15 Kent (H-55/H-65S Izdeliye)
- AS-16 Kickback (H-15)
- AS-17 Krypton (H-31)
- AS-18 Kazoo (H-59M Ovod-M)
- AS-19 Koala (P-750 Grom)
- AS-19 Koala (3M25A Meteorit-A)
- AS-20 Kayak (H-35/H-37 Oeran)
- AS-X-21 (Ch-90 Gela)

### Antitankprojectielen (S)
Tussen haakjes de Sovjetaanduiding
- AT-1 Snapper (3M6 Sjmel)
- AT-2 Swatter (3M11 Falanga)
- AT-3 Sagger (9M14 Maljoetka)
- AT-4 Spigot (9M111 Fagot)
- AT-5 Spandrel (9M113 Konkoers)
- AT-6 Spiral (9M114 Sjturm)
- AT-7 Saxhorn (9M115 Metis)
- AT-8 Songster (9M112 Kobra)
- AT-9 Spiral-2 (9M120 Ataka)
- AT-10 Stabber (9M117 Bastion)
- AT-11 Sniper (9M119 Refleks/Svir)
- AT-12 Swinger (9M117-1 Sjeksna)
- AT-13 none (9M131 Metis-2)
- AT-14 none (9M133 Kornet)
- AT-15 none (9M123 Chrizantema)
- AT-16 none (9M114 Vichr)

### Grond-luchtprojectielen (G)
Surface - Air Tussen haakjes de Sovjetaanduiding
- SA-1 Guild (S-25 Berkoet)
- SA-2 Guideline (V-75 Dvina/Volchov/Desna)
- SA-3 Goa (S-125 Neva)
- SA-4 Ganef (9M8 Kroeg)
- SA-5 Gammon (S-200 Volga)
- SA-6 Gainful (3M9 ZRK-SD Kub en Kvadrat)
- SA-7 Galosh en Grail (9K32 Strela-2)
- SA-8 Gecko (9K33 Osa)
- SA-9 Gaskin (9K31 Strela-1)
- SA-10 Grumble Grumble (S-300P Angara)
- SA-11 Gadfly (9K37 Boek)
- SA-12 Gladiator en Giant (S-300V)
- SA-13 Gopher (ZRK-BD Strela-10)
- SA-14 Gremlin (9K36 Strela-3)
- SA-15 Gauntlet (9K330/9K331/9K332 Tor)
- SA-16 Gimlet (9K310 Igla-1)
- SA-17 Grizzly (9K38 Boek-M1)
- SA-18 Grouse (9K38 Igla)
- SA-19 Grisom (2K22 Toengoeska)
- SA-20 Gargoyle (S-300PMU Favorit)
- SA-X-21 none (S-400 Triumf)
- SA-N-7-C Gollum (3S90M1 Sjtil)

### Grond-grondprojectielen (SS)
Surface - Surface
Tussen haakjes de Sovjetaanduiding
- SS-1 Scunner (R-1) en Scud (R-11/R-300)
- SS-2 Sibling (R-2)
- SS-3 Shyster (R-5/R-5M)
- SS-4 Sandal (R-12)
- SS-5 Skean (R-14)
- SS-6 Sapwood (R-7)
- SS-7 Saddler (R-16)
- SS-8 Sasin (R-9/R-9A)
- SS-9 Scarp (R-36)
- SS-10 Scrag (GR-1)
- SS-11 Sego (UR-100)
- SS-12 Scaleboard (9M76)
- SS-13 Savage (RT-2)
- SS-14 Scapegoat en Scamp (RT-15)
- SS-15 Scrooge (RT-20)
- SS-16 Sinner (15Zh42)
- SS-17 Spanker (MR-UR-100)
- SS-18 Satan (R-36M)
- SS-19 Stiletto (UR-100N)
- SS-20 Saber (RT-21M/15Zj45)
- SS-21 Scarab (9M79)
- SS-22 Scaleboard (9M76)
- SS-23 Spider (9M714)
- SS-24 Scalpel (RT-23)
- SS-25 Sickle (RT-2PM)
- SS-X-26 Stone
- SS-27 Sickle (RT-2PM2)
- SS-X-28 Saber (15Zj53)

NAVO-codenaam voor SS-N-series Grond-grondraketten gelanceerd vanaf schepen en onderzeeboten,
Surface - Surface - Nautisch met tussen haakjes de Sovjetaanduiding:
- SS-N-1 Scrubber (P-1)
- SS-N-2 Styx (4K40/4K51)
- SS-N-3 Sepal (R-35/4K44/3M44) en Shaddock (4K95)
- SS-N-4 Sark (R-13)
- SS-N-5 Serb (R-21)
- SS-N-6 Serb (R-27)
- SS-N-7 Starbright (4M66)
- SS-N-8 Sawfly (R-29)
- SS-N-9 Siren (4K85)
- SS-NX-10
- SS-NX-11
- SS-N-12 Sandbox (4K77/4K80)
- SS-NX-13 (R-27K)
- SS-N-14 Silex (83R/84R/85R)
- SS-N-15 Starfish (82R)
- SS-N-16 Stallion (86R/88R)
- SS-N-17 Snipe (R-31)
- SS-N-18 Stingray (R-29R)
- SS-N-19 Shipwreck (3M45)
- SS-N-20 Sturgeon (R-29)
- SS-N-21 Sampson (RK-55)
- SS-N-22 Sunburn (3M80)
- SS-N-23 Skiff (R-29RM)
- SS-N-24 Scorpion (3M25)
- SS-N-25 Switchblade (3M24)
- SS-N-26 (3M55)
- SS-N-27 (3M54)
- SS-NX-28 (R-39)
- SS-N-29 (89R)
- SS-NX-30 (3M14)

## Onderzeeboten

### SLBMonderzeeboten met ballistische raketten

#### Nucleair aangedreven
- Hotel I (Project 658), 8 boten
- Hotel II (Project 658M), 7 boten (omgebouwde Project 658 schepen)
- Yankee I (Project 667A), 34 boten
- Yankee II (Project 667AM, Navaga-M), 1 boot (omgebouwde Project 667A)
- Delta I (Project 667B, Murena), 18 boten
- Delta II (Project 667BD, Murena-M), 4 boten
- Delta III (Project 667BDR, Kalmar), 14 boten
- Delta IV (Project 667BDRM, Delfin), 7 boten
- Typhoon (Project 941, Akula), 6 boten (uit dienst genomen)
- Borej (Project 955, Borej), 7 boten in dienst, 1 te water gelaten, 2 op stapel, 2 besteld

#### Dieselelektrisch aangedreven
- Zulu (Project AV-611), 5 boten
- Golf I (Project 629), 22 boten
- Golf II (Project 629A), 14 boten (omgebouwde Project 629)

### Geleidewapenonderzeeboten

#### Nucleair aangedreven
- Oscar II (Krasnodar-klasse)
- Oscar I (Arkhangelsk-klasse)
- Yankee-Sidecar (Leninets-klasse)
- Yankee-Notch
- Charlie I
- Charlie II
- Echo I (K.45-klasse)
- Papa

#### Dieselelektrischaangedreven
- Whiskey Long Bin
- Juliet
- Whiskey Twin Cylinder

### Jacht- en experimentele onderzeeboten

#### Nucleair aangedreven
- November (Project 627, Kit-klasse (Кит))
- Echo II
- Victor-klasse (Project 671) 
  - Victor I (Project 671, Yorsjklasse)
  - Victor II (Project 671RT, Sjomgaklasse)
  - Victor III (Project 671RTM, Sjtsjoekaklasse)
- Alfa (Project 705, Liraklasse)
- Mike (Project 685, Plavnikklasse)
- Sierra I (Project 945, Barrakudaklasse)
- Sierra II (Project 945A, Kondorklasse)
- Akulaklasse
  - Akula I (Project 971, Sjtsjoeka-B-klasse)
  - Akula II (Nerpa-klasse)
- Severodvinsk (Project 885)

#### Dieselelektrisch aangedreven
- Zulu (Project 611)
- Whiskey (Project 613)
- Quebec (Project A615)
- Golf (Project 629)
- Golf SSQ
- Romeo (Project 633)
- Foxtrot (Project 641)
- Tango (Project 641B, Som-klasse)
- Foxtrot II
- Kilo (Project 877)
- Export Kilo
- Improved Kilo (Project 636)

#### Experimentele onderzeeboten
- Bravo (Project 690, Kefal-klasse)
- India (Project 940, Lenok-klasse)
- Lima (Project 1840)
- Beloega (Project 1710)
- Yankee-Stretch (Project 667A)
- Yankee-Pod (Project 667A)